# Březské
Březské (německy Brzeskiho, dříve Birken) je obec v okrese Žďár nad Sázavou v kraji Vysočina. Žije zde 183 obyvatel.

## Historie
První písemná zmínka o obci pochází z roku 1349.

## Obyvatelstvo
| Rok            | 1869 | 1880 | 1890 | 1900 | 1910 | 1921 | 1930 | 1950 | 1961 | 1970 | 1980 | 1991 | 2001 | 2011 | 2021 |
| -------------- | ---- | ---- | ---- | ---- | ---- | ---- | ---- | ---- | ---- | ---- | ---- | ---- | ---- | ---- | ---- |
| Počet obyvatel | 295  | 305  | 286  | 317  | 305  | 321  | 292  | 219  | 200  | 193  | 176  | 242  | 239  | 197  | 175  |
| Počet domů     | 38   | 41   | 47   | 50   | 58   | 51   | 55   | 58   | 50   | 52   | 48   | 70   | 75   | 74   | 67   |

## Obecní správa a politika

### Politika
V letech 1990–2010 působil jako starosta Bohumil Káňa, od roku 2010 tuto funkci vykonává Marie Sýkorová.

### Obecní symboly
Znak a vlajka byly obci uděleny rozhodnutím předsedy Poslanecké sněmovny Parlamentu České republiky dne 12. května 2016.

#### Znak

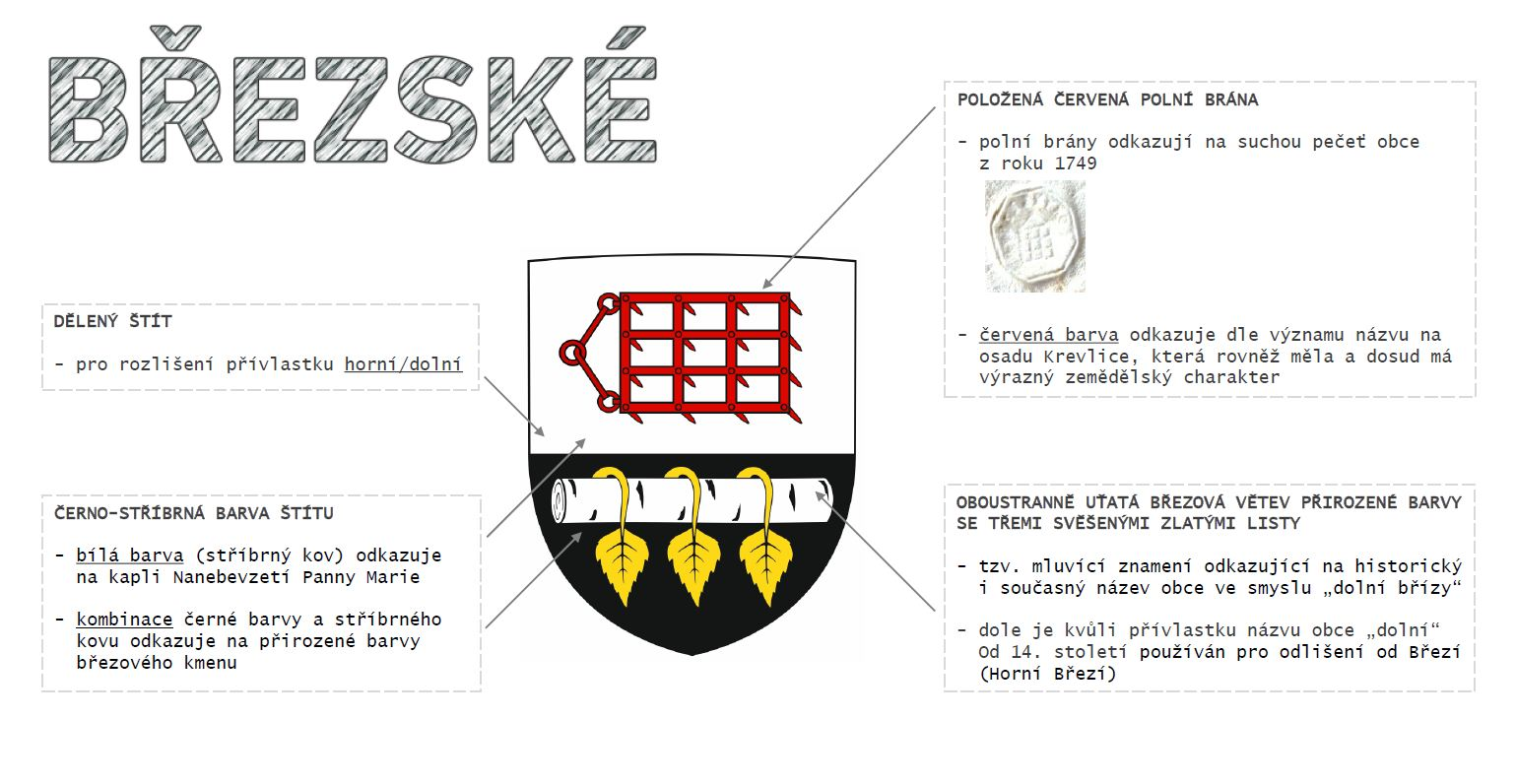

Ve stříbrno-černě děleném štítě nahoře položené červené polní brány, dole položená, oboustranně uťatá březová větev přirozené barvy se třemi svěšenými zlatými listy.

## Pamětihodnosti
- Boží muka, v polích
- Krucifix, v obci
- Památník první a druhé světové války
- Kaple Nanebevzetí Panny Marie